# Lachapelle (Somme)
Lachapelle (picardisch: Capelle) ist eine nordfranzösische Gemeinde mit 89 Einwohnern (Stand 1. Januar 2022) im Département Somme in der Region Hauts-de-France. Die Gemeinde liegt im Arrondissement Amiens, ist Teil der Communauté de communes Somme Sud-Ouest und gehört zum Kanton Poix-de-Picardie.

## Geographie
Die von Wäldern umgebene Gemeinde liegt überwiegend am rechten (südlichen) Ufer des Poix, einem kleinen Zufluss der Évoissons rund drei Kilometer westsüdwestlich von Poix-de-Picardie. Im nördlichen Gemeindegebiet verläuft die Bahnstrecke von Amiens nach Rouen.

## Einwohner
| 1962 | 1968 | 1975 | 1982 | 1990 | 1999 | 2006 | 2011 | 2018 |
| ---- | ---- | ---- | ---- | ---- | ---- | ---- | ---- | ---- |
| 52   | 47   | 53   | 48   | 42   | 51   | 64   | 69   | 88   |

## Sehenswürdigkeiten
- Kirche Saint-Vaast und Saint-Just
- Schloss